# 拟长果双盖蕨
拟长果双盖蕨（学名：Diplazium calogrammoides）也称拟长果短肠蕨，为蹄盖蕨科双盖蕨属下的一个种。